# Inkscape
Inkscape este o aplicație de editare grafică vectorială. Aceasta este dezvoltată în regim open source și distribuită gratuit, sub licență GNU GPL. Scopul său declarat este de a deveni un instrument puternic de grafică prin implementarea  completă a suportului pentru standardul Scalable Vector Graphics.
Inkscape este o aplicație cross-platform, din codul său sursă fiind compilate pachete de distribuție care au fost testate și rulează pe Mac OS X (de obicei sub X11, dar și sub Quartz), sistemele de operare din familia Unix și pe Microsoft Windows. Inkscape aplică parțial standardele SVG și CSS. Încă nu are suport pentru animație, sau fonturi SVG, deși a fost pusă în aplicare crearea de fonturi SVG începând cu versiunea 0.47. Inkscape are suport multi-lingvistic, în special pentru scripturi complexe, ceea ce lipsește în prezent la mai multe aplicații comerciale specializate în grafică vectorială.

## Istoric
Inkscape a început în 2003 ca o parte de cod al proiectului Sodipodi. 
Apoi Inkscape a fost schimbat, de la limbajul de programare C++, la setul de instrumente GTK+ C++; a fost reproiectată interfața cu utilizatorul și au fost adăugate un număr de caracteristici noi. Punerea sa în aplicare conform standardului SVG a demonstrat îmbunătățirea treptată, care este încă incompletă.
Dezvoltatorii săi au depus eforturi pentru a încuraja o cultură egalitaristă și dezvoltatori cu abilități individuale și implicare activă în proiect. Ca urmare, proiectul permite accesul deplin la codul sursă a tuturor dezvoltatorilor activi și participarea unei comunități open source mai mari (de multe ori sub formă de inițiative inter-proiect). Deși ce fondatorii proiectului sunt încă bine reprezentați în procesul de luare a deciziilor, mulți dintre nou-veniți joacă un rol important. Printre aceștia este și "bulia byak", arhitect al schimbărilor radicale la interfața cu utilizatorul, care a dat aspectul actual al aplicației Inkscape. Noua interfață este modelată după interfața Xara Xtreme.

## Caracteristici
Crearea obiectelor
Tipuri de bază pentru obiectele din Inkscape sunt:
- Trasee - sunt realizate cu instrumentul Pencil, care permite desenul liniilor cu mâna liberă; instrumentul Pen permite utilizatorului să creeze curbe spline Bezier nod cu nod și linii pe aceeași cale; instrumentul Caligraphy poate fi folosit pentru a desena linii caligrafice de mână; instrumentul Paint Bucket umple zonele delimitate ale selecției. Instrumentul Caligraphy poate folosi presiunea și înclinarea la citirile de pe tabletele grafice. Instrumentul Paint Bucket funcționează mai degrabă optic decât geometric și poate asista la urmărirea conturului imaginii. Instrumentul Spray creează copii sau clone ale unuia sau mai multor elemente astfel: selectați elementul(e), apoi click pe pictograma Spray și pe suprafața de lucru  se mută mouse-ul sau se derulează roata mouse-ului.
- Dreptunghiuri - sunt create folosind instrumentul Dreptunghi. Colțurile dreptunghiurilor pot fi rotunjite.
- Cutii 3D - create cu ajutorul instrumentului 3D Box. Cutiile au perspective reglabile XYZ și valori configurabile pentru punctele de fugă. Cutiile 3D sunt de fapt grupuri de căi și după degrupare pot fi modificate.
- Elipse - sunt create cu ajutorul instrumentului Ellipse. Elipsele și cercurile pot fi transformate în arce de cerc (de exemplu, cercuri deschise pe jumătate) și segmente de cerc (de exemplu, jumătăți de cerc închise).
- Stele / poligoane - sunt create cu ajutorul instrumentului Stars/Polygons. Stelele sau poligoanele pot avea mai multe puncte (de la 3 la 1.024) cu două puncte de control (baza și vârful) și mânere care pot fi folosite pentru a emula spiralele. Poligoanele cu un mâner de control (baza) pot fi folosit pentru a crea un element bazat pe numărul de laturi: hexagoane, pentagoane, etc.
- Spirale - create utilizând instrumentul Spiral, cu un număr configurabil de spire (revoluții), divergență (densitate), rază de interior (măsurată de la centru).
- Clone - sunt obiecte copil ale unui obiect original (părinte) și pot fi ulterior transformate diferit comparativ obiectul original. Clonele pot fi create prin intermediul copierii, a instrumentului Spray sau a interfeței Meniu. Transformările includ; mărime, poziție, rotație, ceață, opacitate, culoare și simetrie. Clonele sunt actualizate direct ori de câte ori se schimbă obiectul original.
- Text - este creat cu instrumentul Text. Textele pot utiliza oricare din fonturile instalate în sistem și pot fi convertite la trasee; sunt acceptate și caracterele din fonturi de tip Unicode. Textul poate fi îngroșat (bold), înclinat (italic), aliniat (stânga, dreapta, centru, stânga-dreapta), exponent, indice, vertical și orizontal. Toate obiectele de tip text pot fi transformate prin intermediul instrumentelor de spațiere: Line Spacing,  Letter Spacing, Word Spacing, Horizontal Kerning, Vertical Shift și Character Rotation, fie manual, fie prin setările de meniu. Textul poate fi pus de-a lungul unei linii-traseu, turnat într-o formă sau verificat gramatical. Listele cu marcatori, listele numerotate, indentările și textul subliniat text nu sunt disponibile începând cu versiunea 0.48.
- Imaginile Raster / bitmap - Inkscape sprijină exportul de imagini bitmap (prin formatare PNG) din desen: integral (toate obiectele), doar selecția curentă, obiecte de pe conturul paginii și de pe coordonate personalizate. Se pot importa imagini bitmap,> File> Import fie prin înglobarea imaginii - "embedd" sau prin legătură la acea imagine - "link". Lipirea de imagini - paste (v0.48) în Inkscape va îngloba automat imaginile în fișier. Inkscape suportă importul și lipirea de PNG, JPEG și BMP. Contururile imaginilor pot fi urmărite (transformarea din imagine bitmap în imagine vectorială), folosind caracteristica Potrace Path>> Trace Bitmap ....

În plus, există și instrumente specializate:
- Spiro Spline (Swirls) - acest tip de traseu creează curbe foarte frumoase, similare cu ceea ce vedeți în modelele gotice, florale și la tatuaje.
- Conector de trasee, folosit adesea în diagrame sau scheme.

Există o extensie de randare, care realizează în fișier obiecte prin setările de meniu, de exemplu coduri de bare, calendare, grile, unelte, spirographs, sfere și altele.

## Manipularea obiectelor
Fiecare obiect din desen poate fi supus în mod arbitrar unor transformări: translație, rotație, scalare, deformare și matrice configurabilă. Parametrii pentru Transformare pot fi, de asemenea, specificați numeric prin fereastra de dialog Transformare. Transformările se pot fixa la unghiuri, grile, linii directoare și noduri ale altor obiecte. În fiecare fișier pot fi definite și grila, liniile de ghidare și alte proprietăți. Ca o alternativă, este accesibil și un dialog de aliniere și distribuire, care poate efectua activități obișnuite de aliniere ale obiectelor selectate, de exemplu, alinierea lor după o specifică, spațierea în mod egal a acestora, împrăștierea la întâmplare și eliminarea suprapunerilor dintre obiecte.
Obiectele pot fi grupate împreună arbitrar. Grupurile de obiecte se comportă în multe privințe, ca și obiectele "atomi" - de exemplu, ele pot fi clonate sau li se poate atribui o anumită culoare. Obiecte care alcătuiesc un grup pot fi editate fără a anula gruparea prin intermediul grup Enter Command - grupul poate fi editat ca un strat temporar. Ordinea Z a obiectelor pot fi administrată fie folosind straturi, sau prin mutarea manuală a câte unui obiect în sus sau în jos în stiva Z. Straturile pot fi blocate sau ascunse pentru a preveni selecția sau modificarea accidentală a obiectelor de pe aceste straturi.
Un instrument special, Create Tiled Clones, este realizat pentru a crea desene simetrice sau desene de tip grilă folosind diferite simetrii în plan.
Obiectele pot fi tăiate, copiate și lipite cu ajutorul unui tampon (clipboard). Cu toate acestea, începând cu versiunea 0.46, Inkscape folosește o variabilă internă, diferită de memoria din tampon a sistemului, care limitează operațiunile de copiere și lipire. Obiectele pot fi copiate între documente, prin deschiderea lor din meniul File într-o fereastră deschisă deja, în locul deschiderii unui al doilea fișier din sistemul de operare.

## Stilizarea obiectelor
Fiecare obiect în Inkscape are mai multe atribute care determină stilul său. Toate atributele pot fi, în general, stabilite pentru orice obiect: 
- Fill - (umplerea cu culoare) poate fi o culoare solidă, un gradient linear sau radial, un model, specimen personalizat, moștenite de la un obiect părinte. Selectorul de culoare are opțiuni RGBA, HSL, Wheel și opțiunile de culoare CMYK, dar toate culorile selectate sunt convertite în RGBA. Trecerile de culoare (gradient) pot avea multiple treceri, suport radial opțional sau reflecții. Pot fi construite modele din orice colecție de obiecte, sau un model din mai multe modele furnizate. Culorile pot avea o valoare alfa specificată. Modele pot fi construite din orice colecție de obiecte, sau pot fi folosite unul dintre mai multe modele furnizate.
- Stroke fill - poate avea aceleași valori ca și la umplerea de culoare, dar se aplică liniile de contur ale obiectului.
- Stroke style - diverse stiluri de contur variate ca lățime, stiluri (sunt configurabile), rotunjire sau conicitate, distanță (offset), rotunde sau pline cu culoare. Pot fi realizate din linii întrerupte configurabile. Markerii de Start, mijloc și sfârșit pot fi de diferite tipuri (săgeți, puncte, diamante, etc ..).
- Opacitate - specifică valoarea alfa pentru toate umplerile de culoare. Fiecare obiect are o valoare de opacitate distinctă, care, de exemplu poate fi folosită pentru a face grupuri de transparență.
- Filtre - există un cursor ușor de utilizat pentru modificarea Gaussian Blur a fiecărui obiect. Pot fi construite filtre pe categorii folosind filtrele SVG  din dialogul Filtre.

Aspectul obiectelor pot fi schimbat prin utilizarea măștilor și a căilor de tăiere, care pot fi create de obiecte arbitrare, inclusiv de grupuri. 
Atributele stil sunt "atașate" la obiectul sursă, astfel încât, după tăierea / copierea unui obiect în clipboard, atributele de stil pot fi lipite la un alt obiect, ca > Paste > Style.

## Operațiuni folosind căile/traseele (paths)
Inkscape are un set complet de instrumente pentru editarea căilor, acestea făcând parte dintr-un fișier vector. Instrumentul Node permite editarea căilor unice sau multiple (v 0.48) pe nivele de nod unice sau multiple, prin editarea poziției nodurilor și a punctelor de control ale căilor Bezier sau curbelor Spiro. Segmentele de cale pot fi ajustate prin glisarea lor. Când sunt selectate mai multe noduri, acestea pot fi mutate, scalate și rotite folosind comenzi rapide, tastatura sau mouse-ul. Pot fi inserate noduri suplimentare în căi la distanțe arbitrare sau la intervale predefinite. Când nodurile sunt șterse, mânerele de pe nodurile rămase sunt ajustate pentru a păstra forma originală cât mai exact posibil.
Instrumentul Tweak este folosit pentru editarea la nivel înalt, a întregului obiect sau a unei regiuni a obiectului. Cu acest instrument se poate împinge, respinge / atrage, poziționa / mări, roti, copia / șterge obiectul  (obiectele) selectat(e). Cu părți ale unei căi se pot împinge / mări, respinge / atrage, etc. ale unui obiect. Nodurile sunt create dinamic și pot fi șterse atunci când este nevoie în timpul utilizării acestui instrument.
Alte posibile operațiuni la nivel înalt pe căi includ distanțarea sau apropierea unei căi cu o valoare fixă. Crearea dinamică a distanțării unei căi poate fi reglată fin utilizând instrumentul Node. Crearea unei legături a distanțării de o cale va actualiza distanțarea ori de câte ori obiectul original este modificat. Se pot converti la căi și obiectele de altă formă ca: spirale, text sau conturul unui obiect oarecare. Căile pot fi simplificate pentru ca să conțină mai puține noduri, dar păstrând în același timp forma inițială. Pe căi pot fi realizate și operațiuni Booleene ca: uniune, diferență, intersecție sau extragere.
Comunicate recente includ o facilitate numită Live Path Effects, cu ajutorul căreia se care pot aplica modificatori diferiți la o cale. Deformarea numită Envelope Deformation este disponibilă prin intermediul “Path Effects“ și oferă un efect de perspectivă. Există mai mult de o duzină de efecte diverse. LPE pot fi aranjate pe un singur obiect, obținând diferite efecte.

## Suport pentru text
Inkscape acceptă editarea de text, atât pentru textul obișnuit pe mai multe linii (element <text> SVG) și text curgător (elementul <flowRoot> non-standard, anterior propus pentru SVG 1.2). Tot textul este direct editabil pe panza. Text randat se bazează pe biblioteca Pango, care permite Inkscape să fie compatibil cu mai multe script-uri complexe, inclusiv din ebraică, arabă, thailandeză, tibetană, etc iar spațierea literelor poate fi reglată utilizând comenzi rapide de la tastatură. Se poate realiza și alinierea textului la o cale; în acest caz, atât textul cât și calea rămân editabile.

## Randare
Spre deosebire de multe alte aplicații GTK +, Inkscape folosește biblioteca de randare proprie pentru a crea grafice, numită libnr. libnr poate reda imagini mărite până la 25,600% cu efect anti-alias și actualizarea grafică în timpul transformărilor.

## Diverse
- Editor XML GUI Tree, meniul prietenos este ușor de utilizat, prin manipularea directă a structurii xml SVG.
- Editarea de RDF (Resource Description Framework) - un model W3C de informații
- Interfață în linie de comandă, care expune funcțiile format de conversie și script.
- Interfața conține peste 40 de limbi.
- Extensibil la noi formate de fișier, efecte și alte caracteristici.
- Diagrame matematice, cu diverse utilizări ale LaTeX.
- Suport experimental pentru scripting.